# Бицилли, Пётр Михайлович
Пётр Михайлович Бицилли (13 сентября 1879, Одесса — 25 августа 1953) — русский и болгарский историк, литературовед и философ, профессор Новороссийского и Софийского университетов.

## Биография
Родился в дворянской семье.
В 1905 году окончил Новороссийский университет. Был оставлен в университете на кафедре всеобщей истории для подготовки к магистерскому званию, магистерский экзамен сдал в 1910 году. Был учеником профессора Е. Н. Щепкина. В качестве стипендиата несколько лет работал в Германии, Италии и Франции.
В 1912 году в Петербургском университете защитил диссертацию на тему «Салимбене. Очерки итальянской культуры XIII века»[уточнить]. После чего становится приват-доцентом, а потом и экстраординарным профессором Новороссийского университета. Преподавал историю Западной Европы на Одесских высших женских курсах.
В своих исследованиях Бицилли уделял особое внимание духовной и религиозной культуре, символике и иерархии средневекового человека.
В 1920 году эмигрировал в Сербию, преподавал в университете города Скопье. Годы, проведенные в Скопье — самый неисследованный период из жизни учёного. Единственные источники о нём опубликованы в книге Т. Н. Галчевой и И. В. Голубович «Понемногу приспособляюсь к „независящим обстоятельствам“. П. М. Бицилли и семья Флоровских в первые годы эмиграции» (София: Солнце, 2015). 
Один из первоначальных сторонников евразийства.
В 1924 году П. М. Бицилли переехал в Болгарию, где был избран заведующим кафедрой новой и новейшей истории Софийского университета и свыше 23 лет возглавлял кафедру новой истории Западной Европы. В 1925 году опубликовал в Праге методологический труд «Очерки теории исторической науки», в котором обосновал положение о безграничном своеобразии исторического бытия. В 1930 там же вышла книга П. М. Бицилли «Проблема русско-украинских отношений в свете истории». Автор  фундаментального труда «Место Ренессанса в истории культуры», впервые вышедшего в 1933 году на русском языке в «Годишнике» («Ежегоднике») Софийского университета.
Был членом Русского академического союза вплоть до роспуска его отделения в Болгарии 9 сентября 1944 года. В 1946—1948 годах трижды с супругой подавал на советское гражданство, но каждый раз следовал немотивированный отказ. В конце 1948 года по истечении срока контракта с университетом профессор Бицилли как «буржуазный специалист» был уволен без права на пенсию. Умер 25 августа 1953 года и похоронен на Русском кладбище в Софии.
«Его труды по изучению средневековой культуры получают неизменно превосходную оценку в современной историографии отечественной медиевистике». Бицилли утверждал, что историческая наука в лучших своих образцах всегда была наукой, основанной на интуиции.

## Произведения
Автор фундаментальных трудов по культуре европейского Средневековья и Возрождения, культурологии и теории истории.
- Западное влияние на Руси и начальная летопись, 1914
- Падение Римской империи, 1919
- Элементы средневековой культуры, Часть 1, 2. 1919
- Введение в мировую историю. Белград (1923)
- Очерки теории исторической науки. Прага, 1925
- Этюды о русской поэзии. Прага, 1926
- Введение в изучение новой и новейшей истории. София, 1927. На болг. яз.;
- Два лика евразийства, 1927
- Проблема жизни и смерти в творчестве Толстого, 1929
- Проблема русско-украинских отношений в свете истории. — Прага, 1930. — 38 с.
- Язык и народность // Труды V съезда русской академической организации за границей. Ч. I. София, 1932
- Место Ренессанса в истории культуры, 1934
- К вопросу о характере русского языкового и литературного развития в новое время. София, 1936
- Путешествие в Арзрум, «Белградский Пушкинский сборник», Белград, изд. Русского Пушкинского Комитета в Югославии, 1937.
- Осн. вехи в ист. развитии Европы. София, 1940. На болг. яз.;
- Творчество Чехова: Опыт стилистического анализа. София, 1942;
- Пушкин и чистая поэзия. София, 1945;
- К вопросу о внутр. форме романа Достоевского. София, 1946;
- История России от нач. XIX в. до второй революции (1917 г.). София, 1947. На болг. яз.;
- Проблема человека у Гоголя. София, 1948.
- «Восток» и «Запад» в истории Старого Света // Бицилли П. М. Избранные труды по филологии. М., 1996
- У истоков русской общественной мысли. Варна: LiterNet, 2005
- «Св. Франциск Ассизский и проблемы Ренессанса»